# Bahnhof Foix

Der Bahnhof Foix ist ein Bahnhof an der Bahnstrecke Portet-Saint-Simon–Puigcerdà in Foix im französischen Département Ariège.

## Lage und Aufbau
Der Bahnhof Foix befindet sich auf 380 m Höhe im Norden der mittelalterlichen Altstadt auf dem rechten Ufer der Ariège an der avenue Pierre Sémard.
Der Bahnhof Foix liegt am Kilometerpunkt (km) 82,183 der Strecke von Portet-Saint-Simon nach Puigcerdà (Grenze) zwischen den für den Personenverkehr geöffneten Bahnhöfen Saint-Jean-de-Verges und Tarascon-sur-Ariège. Dazwischen liegen die geschlossenen Bahnhöfe Saint-Paul-Saint-Antoine und Mercus-Garrabet. Er untersteht der Eisenbahnregion Toulouse. 
Der Bahnhof ist mit zwei von einer gewölbten Bahnhofshalle überdeckten Bahnsteigen ausgestattet. Bahnsteig 1 (Hausbahnsteig) verfügt über eine Nutzlänge von 356 m für Gleis 1 und Bahnsteig 2 über eine Nutzlänge von 271 m für Gleis 22. 
Das Empfangsgebäude besteht aus einem verputzten dreiachsigen, zweigeschossigen Mittelbau mit Sprossenfenstern unter Walmdach und zwei eingeschossigen Anbauten im Norden und Süden.

## Geschichte
Die Bahnstrecke von Portet-Saint-Simon wurde 1861 durch die Compagnie des chemins de fer du Midi zunächst bis Pamiers in Betrieb genommen und am 7. April 1862 bis Foix verlängert. Bis zur Eröffnung des Abschnitts von Foix nach Tarascon am 20. August 1877 war Foix Endstation der Strecke. Mit der Betriebsfreigabe für den Abschnitt Foix–La Bastide-de-Sérou der Bahnstrecke Foix–Saint-Girons am 15. August 1902 wurde er zeitweilig zum Anschlussbahnhof. Diese am 15. Oktober 1903 fertiggestellte Zweigstrecke wurde 1957 stillgelegt und danach abgebaut.

Bahnsteighalle, vor 1919
Bahnsteighalle mit einem TER nach Toulouse-Matabiau, 2023

## Verkehr
Foix wird täglich von einem Intercités-Nachtzugpaar bedient, das zwischen den Paris-Austerlitz und Latour-de-Carol - Enveitg verkehrt. Die Züge des TER Occitanie verkehren zwischen Toulouse-Matabiau und Latour-de-Carol - Enveitg, ein Teil der Züge nur bis Ax-les-Thermes.
Im Jahr 2014 wurden nach Angaben der SNCF 236.661 Reisende gezählt.